# Hrada (obwód żytomierski)
Hrada (ukr. Града) – wieś na Ukrainie, w obwodzie żytomierskim, w rejonie berdyczowskim, w hromadzie Andruszówka. W 2001 roku liczyła 41 mieszkańców.
Do 2016 roku miejscowość nosiła nazwę Czubariwka (ukr. Чубарівка).